# Ossiacher See

L'Ossiacher See est un lac d'Autriche situé dans le land de Carinthie, au nord-est de Villach. C'est est le troisième plus grand lac de Carinthie, seulement dépassé par le Wörthersee et le Millstätter See.

## Géographie
Le lac se situe au pied du mont Gerlitzen dans les Alpes de Gurktal, au nord de la vallée de la Drave. Il doit son nom à l'abbaye d'Ossiach sur la rive sud.
Comme les autres lacs d'Europe centrale, il tend à se réchauffer (de manière encore plus marquée au printemps), en raison du dérèglement climatique. Sa température moyenne a gagné 1 °C entre 1980 et 2010.

## Galerie

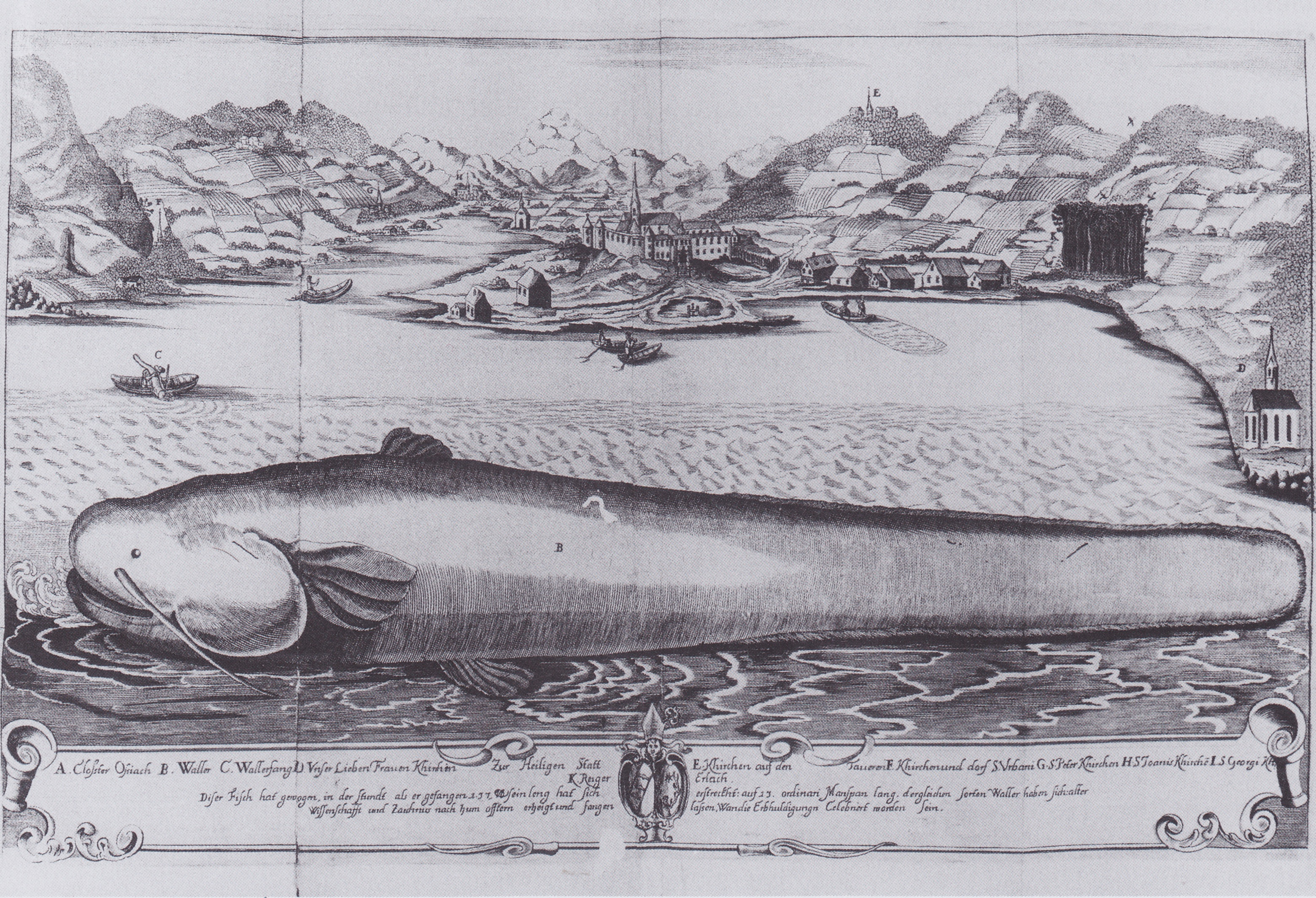
Ce lac abrite notamment le silure glane, un poisson dont la taille et la forme inhabituelles (chez les poissons d'eau douce) a marqué les esprits (gravure d'auteur inconnu, datée de 1666)
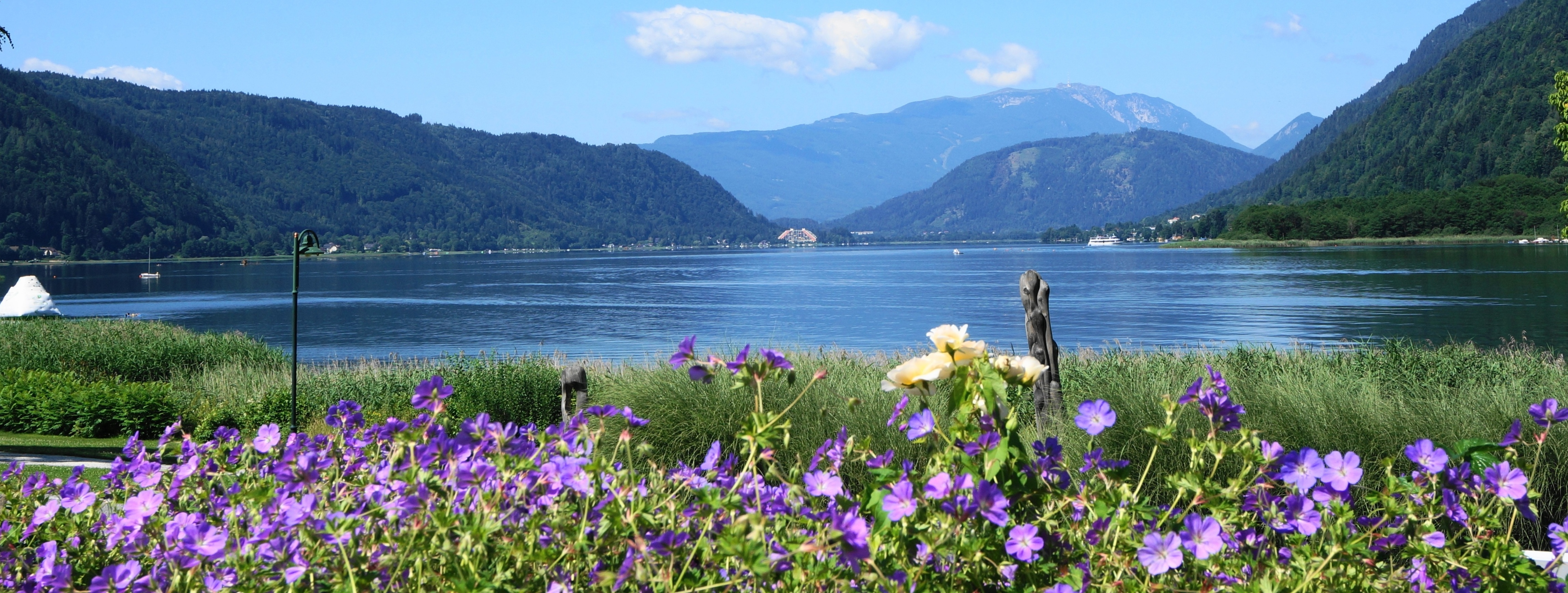
paysage